# Muehlenbeckia tiliifolia
Muehlenbeckia tiliifolia Wedd. – gatunek rośliny z rodziny rdestowatych (Polygonaceae Juss.). Występuje naturalnie w Ekwadorze, Peru oraz Boliwii. 

## Morfologia
PokrójZrzucający liście krzew wytwarzający liany.
LiścieIch blaszka liściowa i ma owalny kształt. Mierzy 5–13 cm długości, jest całobrzega, o sercowatej nasadzie i ostro zakończonym wierzchołku.

## Biologia i ekologia
Rośnie w zaroślach. Występuje na wysokości od 2000 do 2700 m n.p.m.